# Chūō (Fukuoka)
Chūō (jap. 中央区 Chūō-ku) – jedna z siedmiu dzielnic Fukuoki, stolicy prefektury Fukuoka. 
Dzielnica utworzona w 1972 roku, położona jest w centralnej części miasta. Graniczy z dzielnicami Hakata, Minami, Jōnan oraz Sawara.

## Lokalne atrakcje
Park Ōhori
Obszar ten był niegdyś bagnem sięgającym zatoki Hakata. Jej północna część została osuszona i przekształcona w region rezydencji feudalnych wojowników. Pozostałą część stanowiła fosa nazywana „Ōhori” („wielka fosa”). W 1925 roku powstały plany budowy dużego parku. Park wraz ze stawem i są zarejestrowane jako zabytek. 
Fukuoka Art Museum
Kolekcje muzealne prezentują zarówno sztukę współczesną, jak i dawną, bardzo zróżnicowaną pod względem historycznym i geograficznym. Obejmują dzieła i artefakty z okresu od około 5000 r. p.n.e. do roku 2000, z terenu Japonii, innych krajów azjatyckich i Zachodu. Łączna liczba dzieł przekracza obecnie 16 000.
Fukuoka Municipal Zoo and Botanical Garden (lub Fukuoka City Zoological Garden)
Ogród zoologiczny i botaniczny założony w 1953 roku na terenie parku Minami (Minami Kōen). Jest podzielony na pięć stref, z których każda reprezentuje jeden kontynent.
Fukuoka PayPay Dome
Pierwotnie nosił nazwę Fukuoka Dome. Zmieniono ją w 2020 roku ze względu na sponsorów. Pierwszy zadaszony stadion w Japonii. W zależności od wydarzenia mieści 40–50 tys. widzów.

## Galeria

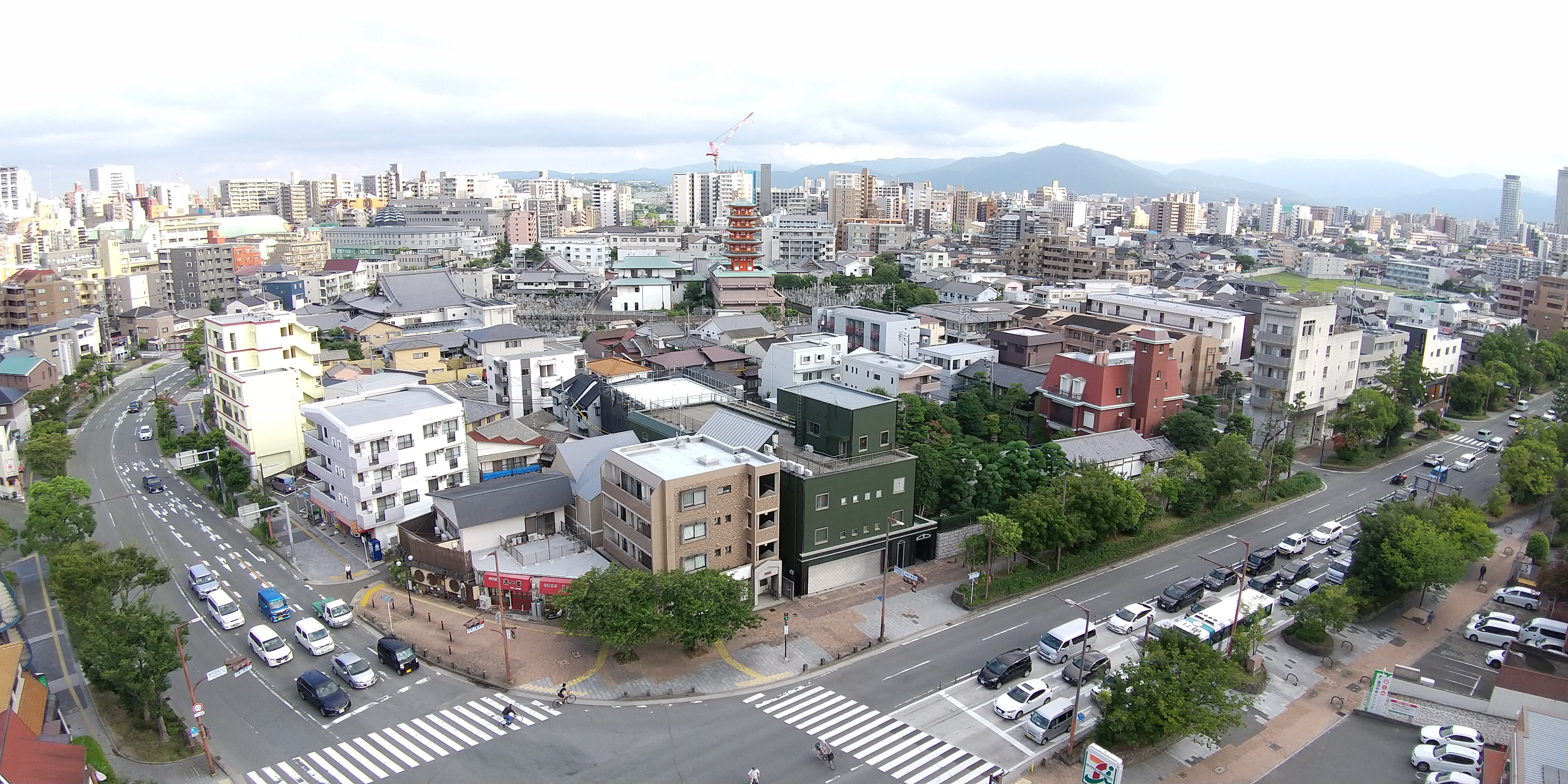
Panorama dzielnicy (2022)
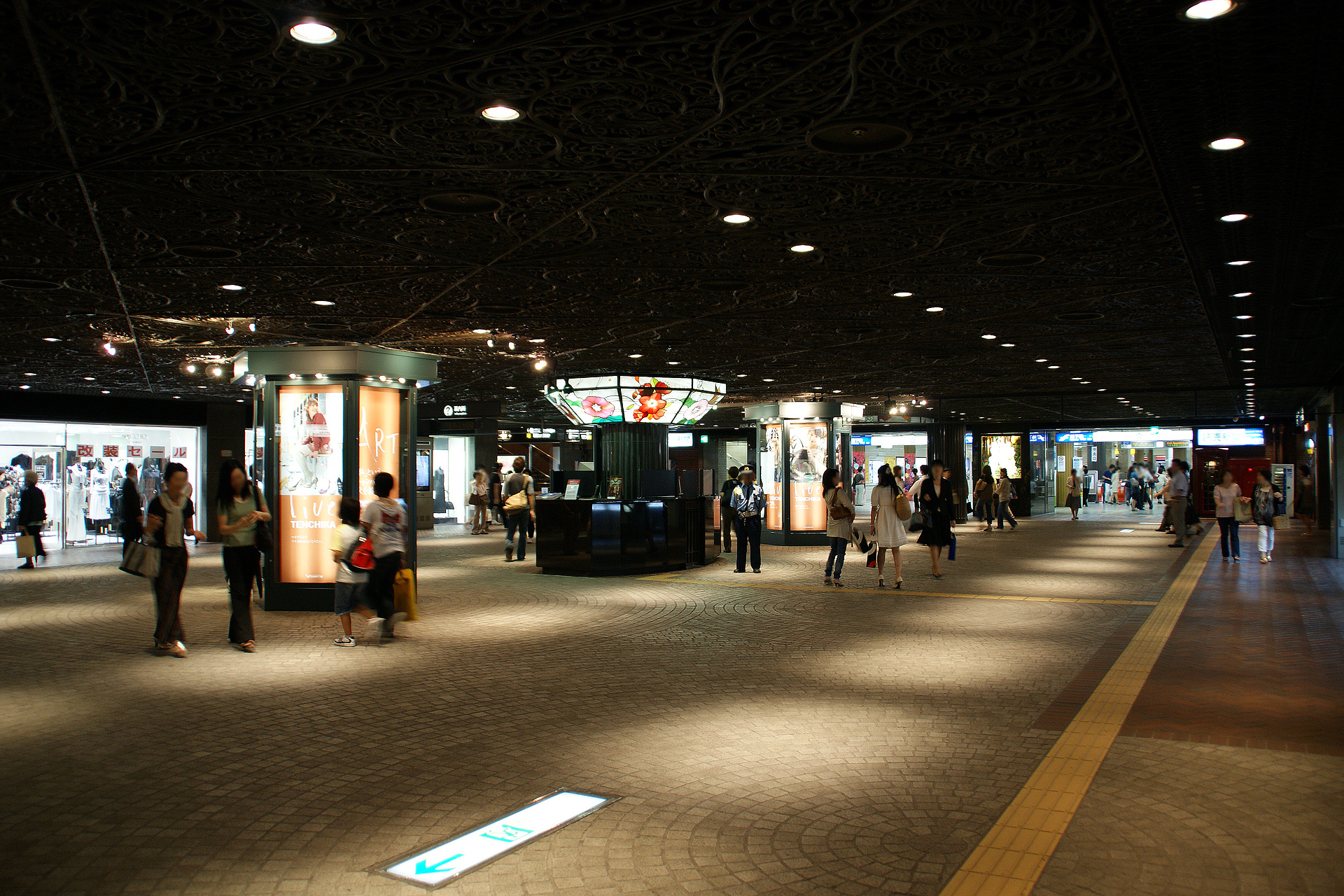
Podziemne centrum handlowe Tenjin
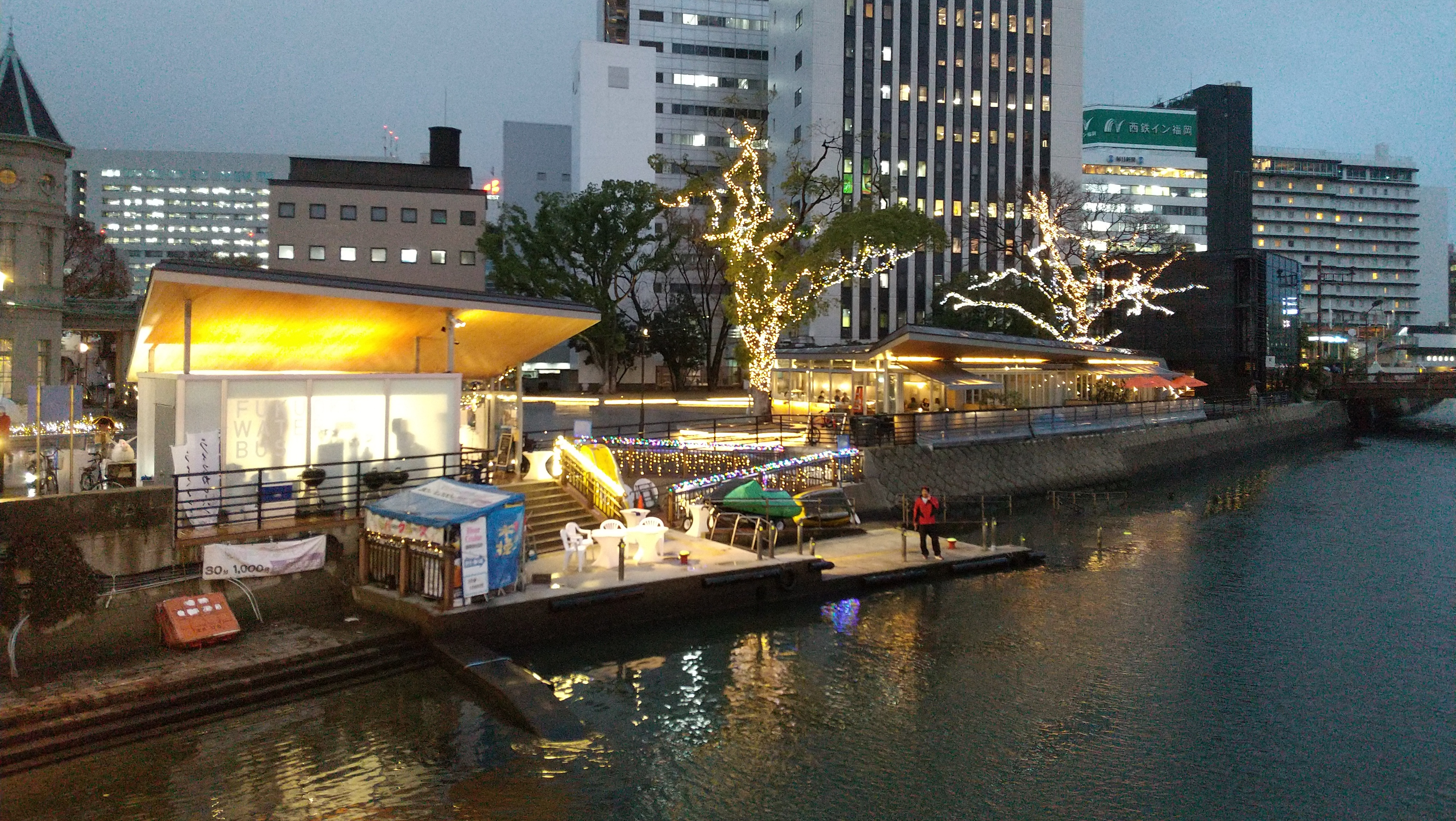
Przystań na rzece Naka
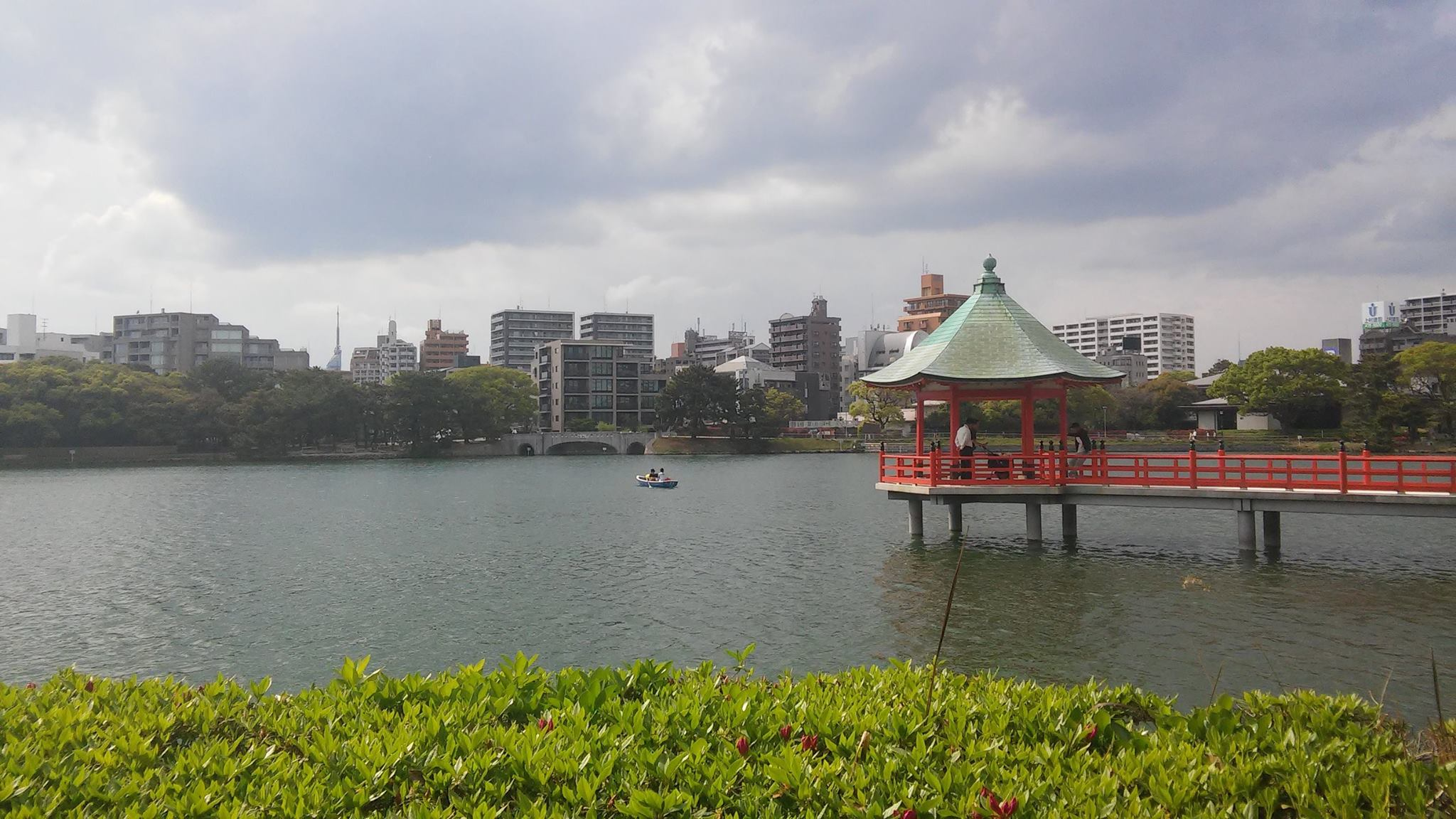
Park Ōhori